# Erythrogonia areolata
Erythrogonia areolata är en insektsart som beskrevs av Victor Antoine Signoret 1853. Erythrogonia areolata ingår i släktet Erythrogonia och familjen dvärgstritar. Inga underarter finns listade i Catalogue of Life.